# Amauris brumilleri
Amauris brumilleri är en fjärilsart som beskrevs av Lanz. Amauris brumilleri ingår i släktet Amauris och familjen praktfjärilar. Inga underarter finns listade i Catalogue of Life.